# Орлов, Фёдор Фёдорович
Фёдор Фёдорович Орлов (1792, Москва — 1834, Ярославль) — полковник российской армии, младший брат генерала от кавалерии Алексея Фёдоровича Орлова и генерал-майора Михаила Фёдоровича Орлова 1-го.

## Биография
Был внебрачным сыном графа Фёдора Григорьевича Орлова и Татьяны Фёдоровна Ярославовой. Указом  Екатерины II от 27 апреля 1796 года был признан в дворянских и фамильных правах, но без графского титула. 
В 1805 году, в 13 лет, был зачислен в лейб-гвардии Конный полк юнкером. В 1809 году был произведён в корнеты. В марте 1811 года вышел в отставку.
Отличался несдержанным характером и страстью к игре в карты. В начале 1812 года пытался покончить с собой, но выжил. А. Я. Булгаков 24 января 1812 года записал в своём дневнике: «Вчера младший сын графа Федора Григорьевича Орлова, Федор, проиграв 190 тысяч в карты, застрелился; но как пистолет был очень набит и заряжен тремя пулями, то разорвало ствол и заряд пошел назад и вбок. Убийца спасся чудесным образом; однако ж лицо всё обезображено. Он останется жив, однако. Странно будет лет через 20 сказать: вот человек, который в 1812 году застрелился». Позднее И. П. Липранди писал об этом так: «Фёдор Фёдорович Орлов начал службу в Конной гвардии, но по какой причине: по любви ли, или вследствие проигрыша, ему пришла мысль застрелиться, и он предпринял исполнить это с эффектом, в особом наряде и перед трюмо. Сильный заряд разорвал пистолет, и пуля прошла через подбородок в шею. Его вылечили, но шрам был очень явствен».
В марте 1812 года был зачислен корнетом в Сумский гусарский полк и в его составе участвовал в Отечественной войне 1812 года, отличился в Бородинской битве. Затем в чине штабс-ротмистра того же полка принял участие в Заграничном походе, в мае 1813 года в сражении при Бауцене потерял ногу.
После выздоровления был зачислен в лейб-гвардии Уланский полк с производством в ротмистры. В 1820 году был произведён в полковники, но строевой службы не нёс и состоял при своём брате генерал-майоре Михаиле Фёдоровиче Орлове, командире 16-й пехотной дивизии в Кишинёве. Там осенью 1820 года он поссорился с А. С. Пушкиным, который вызвал его на дуэль. Но дуэль не состоялась, так как их помирил И. П. Липранди .
В 1823 году вышел в отставку «за ранами» с мундиром и пенсионом полного жалования. Поселился у своей младшей сестры Анны (1795-1830), жены губернатора Ярославской губернии Александра Михайловича Безобразова, в Ярославле, где и умер в возрасте 42 лет.

## Семья
Был женат на Анне Михайловне, урождённой Наумовой (1799—1868).